# Fântânele (okręg Gałacz)
Fântânele – wieś w Rumunii, w okręgu Gałacz, w gminie Scânteiești. W 2011 roku liczyła 1564 mieszkańców.